# Oskar za najboljši mednarodni celovečerni film
Oskar za najboljši mednarodni celovečerni film (uradno angleško Academy Award for Best International Feature Film) je nagrada, ki jo vsako leto podeljuje Ameriška filmska akademija v sklopu podelitve oskarjev za celovečerni film, izdelan izven Združenih držav Amerike in z dialogi pretežno v jeziku, ki ni angleščina. Nominirani so lahko filmi, ki so izšli v obdobju enega leta pred rokom oddaje predlogov (konec septembra) in jih predlagajo nacionalne filmske organizacije s pooblastilom akademije. Izmed prispelih predlogov nato žirija akademije izbere pet filmov, ki prejmejo nominacijo, eden od njih pa nato osvoji nagrado. Poleg tega mora film biti v rednem, komercialnem sporedu kinematografov (ne nujno v ZDA) vsaj en teden, da je lahko kandidat, in ne sme biti pred premiero v kinih predvajan na televiziji ali biti dostopen prek interneta.
Nagrada je v osnovi namenjena »krepitvi vezi med ameriškimi in tujimi filmskimi ustvarjalci«, po drugi svetovni vojni jo je predlagal takratni predsednik akademije Jean Hersholt. Do uvedbe leta 1956 je občasno podeljevala častne ali posebne oskarje neameriškim filmom v tujih jezikih, vendar ne sistematično in ne v tekmovalnih kategorijah. Veliko večino nagrad so prejeli filmi evropske produkcije, od tega največ italijanskih. Nagrada se je sprva imenovala oskar za najboljši tujejezični film (Academy Award for Best Foreign Language Film; včasih prevedeno oskar za najboljši tuji film). Ob spremembi imena leta 2020 je Akademija uvedla še nekatere druge spremembe v kategoriji, tako so omogočili kandidiranje celovečernim dokumentarnim in animiranim filmom.
Slovenske kandidate za nominacijo predlaga Društvo slovenskih filmskih ustvarjalcev; do zdaj ni bil niti nagrajen, niti nominiran še noben slovenski film. France Štiglic je edini slovenski režiser, čigar film je bil nominiran, konkretno hrvaški film Deveti krog, jugoslovanski predlog za leto 1960. Je pa oskarja osvojil film Nikogaršnja zemlja v evropski koprodukciji, uradno bosanski kandidat, pri katerem so Slovenci sodelovali kot izvršni producenti in igralci, državne filmske ustanove so prispevale desetodstotni finančni delež k produkciji in posnet je bil skoraj v celoti na lokacijah v Sloveniji.

## Seznam dobitnikov
| Leto       | Naslov v nominaciji                        | Izvirni naslov                                        | Slovenski prevod                   | Režiser                          | Država               | Jezik                                                                     |
| ---------- | ------------------------------------------ | ----------------------------------------------------- | ---------------------------------- | -------------------------------- | -------------------- | ------------------------------------------------------------------------- |
| 1956 (29.) | La strada                                  | La strada                                             | Cesta                              | Federico Fellini                 | Italija              | italijanščina                                                             |
| 1957 (30.) | Nights of Cabiria                          | Le notte di Cabiria                                   | Kabirijine noči                    | Federico Fellini                 | Italija              | italijanščina                                                             |
| 1958 (31.) | My Uncle                                   | Mon oncle                                             | Moj stric                          | Jacques Tati                     | Francija             | francoščina                                                               |
| 1959 (31.) | Black Orpheus                              | Orfeu Negro                                           | Črni Orfej                         | Marcel Camus                     | Francija             | francoščina                                                               |
| 1960 (32.) | The Virgin Spring                          | Jungfrukällan                                         | Pomlad device                      | Ingmar Bergman                   | Švedska              | švedščina (manjši deli v nemščini)                                        |
| 1961 (33.) | Through a Glass Darkly                     | Såsom i en spegel                                     | Onstran zrcala                     | Ingmar Bergman                   | Švedska              | švedščina                                                                 |
| 1962 (34.) | Sundays and Cybele                         | Les Dimanches de Ville d'Avray                        | Nedelje v mestecu Avray            | Serge Bourguignon                | Francija             | francoščina                                                               |
| 1963 (36.) | 8½                                         | 8½                                                    | Osem in pol                        | Federico Fellini                 | Italija              | italijanščina                                                             |
| 1964 (37.) | Yesterday, Today and Tomorrow              | Ieri, oggi, domani                                    | Včeraj, danes, jutri               | Vittorio De Sica                 | Italija              | italijanščina                                                             |
| 1965 (38.) | The Shop on Main Street                    | Obchod na korze                                       | Trgovina na glavni ulici           | Ján Kadár, Elmar Klos            | Češkoslovaška        | slovaščina (manjši deli v jidišu)                                         |
| 1966 (39.) | A Man and a Woman                          | Un homme et une femme                                 | Moški in ženska                    | Claude Lelouch                   | Francija             | francoščina                                                               |
| 1967 (40.) | Closely Watched Trains                     | Ostře sledované vlaky                                 | Strogo nadzorovani vlaki           | Jiří Menzel                      | Češkoslovaška        | češčina (manjši deli v nemščini)                                          |
| 1968 (41.) | War and Peace                              | Vojna i mir Война и мир                               | Vojna in mir                       | Sergej Bondarčuk                 | Sovjetska zveza      | ruščina                                                                   |
| 1969 (42.) | Z                                          | Z                                                     | Z                                  | Costa-Gavras                     | Alžirija             | francoščina                                                               |
| 1970 (43.) | Investigation of a Citizen Above Suspicion | Indagine su un cittadino al di sopra di ogni sospetto | Preiskava o neoporečnem državljanu | Elio Petri                       | Italija              | italijanščina                                                             |
| 1971 (44.) | The Garden of the Finzi Continis           | Il giardino dei Finzi-Contini                         | Vrt Finzi-Continijevih             | Vittorio De Sica                 | Italija              | italijanščina                                                             |
| 1972 (45.) | The Discreet Charm of the Bourgeoisie      | Le Charme discret de la bourgeoisie                   | Diskretni šarm buržoazije          | Luis Buñuel                      | Francija             | francoščina (manjši deli v španščini)                                     |
| 1973 (46.) | Day for Night                              | La Nuit américaine                                    | Ameriška noč                       | François Truffaut                | Francija             | francoščina (manjši deli v angleščini)                                    |
| 1974 (47.) | Amarcord                                   | Amarcord                                              | Spominjam se ...                   | Federico Fellini                 | Italija              | italijanščina (manjši deli v romanjolu)                                   |
| 1975 (48.) | Dersu Uzala                                | Dersu Uzala                                           | Dersu Uzala                        | Akira Kurosava                   | Sovjetska zveza      | ruščina                                                                   |
| 1976 (49.) | Black and White in Color                   | La Victoire en chantant                               |                                    | Jean-Jacques Annaud              | Slonokoščena obala   | francoščina                                                               |
| 1977 (50.) | Madame Rosa                                | La Vie devant soi                                     |                                    | Moshé Mizrahi                    | Francija             | francoščina                                                               |
| 1978 (51.) | Get Out Your Handkerchiefs                 | Préparez vos mouchoirs                                | Pripravite robčke                  | Bertrand Blier                   | Francija             | francoščina                                                               |
| 1979 (52.) | The Tin Drum                               | Die Blechtrommel                                      | Pločevinasti boben                 | Volker Schlöndorff               | Zahodna Nemčija      | nemščina (manjši deli v hebrejščini, italijanščini, poljščini in ruščini) |
| 1980 (53.) | Moscow Does Not Believe in Tears           | Moskva slezam ne verit Москва слезам не верит         | Moskva ne verjame solzam           | Vladimir Menšov                  | Sovjetska zveza      | ruščina                                                                   |
| 1981 (54.) | Mephisto                                   | Mephisto                                              | Mefisto                            | István Szabó                     | Madžarska            | nemščina (manjši deli v madžarščini in angleščini)                        |
| 1982 (55.) | Volver a Empezar ('To Begin Again')        | Volver a empezar                                      | Začeti znova                       | José Luis Garci                  | Španija              | španščina (manjši deli v angleščini)                                      |
| 1983 (56.) | Fanny and Alexander                        | Fanny och Alexander                                   | Fanny in Alexander                 | Ingmar Bergman                   | Švedska              | švedščina (manjši deli v angleščini, nemščini in jidišu)                  |
| 1984 (57.) | Dangerous Moves                            | La Diagonale du fou                                   | Napačna poteza                     | Richard Dembo                    | Švica                | francoščina                                                               |
| 1985 (58.) | The Official Story                         | La historia oficial                                   | Uradna verzija                     | Luis Puenzo                      | Argentina            | španščina                                                                 |
| 1986 (59.) | The Assault                                | De aanslag                                            |                                    | Fons Rademakers                  | Nizozemska           | nizozemščina (manjši deli v angleščini in nemščini)                       |
| 1987 (60.) | Babette's Feast                            | Babettes gæstebud                                     | Babettina pojedina                 | Gabriel Axel                     | Danska               | danščina (manjši deli v francoščini in švedščini)                         |
| 1988 (61.) | Pelle the Conqueror                        | Pelle Erobreren                                       | Pelle Osvajalec                    | Bille August                     | Danska               | danščina (manjši deli v švedščini)                                        |
| 1989 (62.) | Cinema Paradiso                            | Nuovo cinema Paradiso                                 | Novi kino Paradiž                  | Giuseppe Tornatore               | Italija              | italijanščina (manjši deli v angleščini in portugalščini)                 |
| 1990 (63.) | Journey of Hope                            | Reise der Hoffnung                                    | Pot upanja                         | Xavier Koller                    | Švica                | nemščina (manjši deli v turščini)                                         |
| 1991 (64.) | Mediterraneo                               | Mediterraneo                                          | Mediterraneo                       | Gabriele Salvatores              | Italija              | italijanščina (manjši deli v angleščini, grščini in turščini)             |
| 1992 (65.) | Indochine                                  | Indochine                                             | Indokina                           | Régis Wargnier                   | Francija             | francoščina (manjši deli v vietnamščini)                                  |
| 1993 (66.) | Belle Époque                               | Belle Époque                                          | Zlata doba                         | Fernando Trueba                  | Španija              | španščina                                                                 |
| 1994 (67.) | Burnt by the Sun                           | Utomljonje solncem Утомлённые солнцем                 | Sleparsko sonce                    | Nikita Sergejevič Mihalkov       | Rusija               | ruščina (manjši deli v francoščini)                                       |
| 1995 (68.) | Antonia's Line                             | Antonia                                               | Antonija                           | Marleen Gorris                   | Nizozemska           | nizozemščina                                                              |
| 1996 (69.) | Kolya                                      | Kolja                                                 | Kolja                              | Jan Svěrák                       | Češka                | češčina (manjši deli v ruščini in slovaščini)                             |
| 1997 (70.) | Character                                  | Karakter                                              | Karakter                           | Mike van Diem                    | Nizozemska           | nizozemščina (manjši deli v angleščini, francoščini in nemščini)          |
| 1998 (71.) | Life Is Beautiful                          | La vita è bella                                       | Življenje je lepo                  | Roberto Benigni                  | Italija              | italijanščina (manjši deli v angleščini in nemščini)                      |
| 1999 (72.) | All About My Mother                        | Todo sobre mi madre                                   | Vse o moji materi                  | Pedro Almodóvar                  | Španija              | španščina (manjši deli v katalonščini in angleščini)                      |
| 2000 (73.) | Crouching Tiger, Hidden Dragon             | Wòhǔ Cánglóng 臥虎藏龍                                | Prežeči tiger, skriti zmaj         | Ang Lee                          | Tajvan               | mandarinščina                                                             |
| 2001 (74.) | No Man's Land                              | Ničija zemlja                                         | Nikogaršnja zemlja                 | Danis Tanović                    | Bosna in Hercegovina | bosanščina (manjši deli v srbščini, angleščini, francoščini in nemščini)  |
| 2002 (75.) | Nowhere in Africa                          | Nirgendwo in Afrika                                   | Nikjer v Afriki                    | Caroline Link                    | Nemčija              | nemščina (manjši deli v angleščini in svahiliju)                          |
| 2003 (76.) | The Barbarian Invasions                    | Les Invasions barbares                                | Vdor barbarov                      | Denys Arcand                     | Kanada               | francoščina (manjši deli v angleščini)                                    |
| 2004 (77.) | The Sea Inside                             | Mar adentro                                           | Morje v meni                       | Alejandro Amenábar               | Španija              | španščina (manjši deli v katalonščini in galicijščini)                    |
| 2005 (78.) | Tsotsi                                     | Tsotsi                                                | Tsotsi                             | Gavin Hood                       | Južna Afrika         | tsotsitaal (manjši deli v afrikanščini in angleščini)                     |
| 2006 (79.) | The Lives of Others                        | Das Leben der Anderen                                 | Življenje drugih                   | Florian Henckel von Donnersmarck | Nemčija              | nemščina                                                                  |
| 2007 (80.) | The Counterfeiters                         | Die Fälscher                                          | Ponarejevalci                      | Stefan Ruzowitzky                | Avstrija             | nemščina                                                                  |
| 2008 (81.) | Departures                                 | Okuribito おくりびと                                  | Odhodi                             | Jodžiro Takita                   | Japonska             | japonščina                                                                |
| 2009 (82.) | The Secret in Their Eyes                   | El secreto de sus ojos                                | Skrivnost njihovih oči             | Juan José Campanella             | Argentina            | španščina                                                                 |
| 2010 (83.) | In a Better World                          | Hævnen                                                | Boljši svet                        | Susanne Bier                     | Danska               | danščina (manjši deli v švedščini in angleščini)                          |
| 2011 (84.) | A Separation                               | Jodái-e Náder az Simin جدایی نادر از سیمین            | Ločitev                            | Asghar Farhadi                   | Iran                 | perzijščina                                                               |
| 2012 (85.) | Amour                                      | Amour                                                 | Ljubezen                           | Michael Haneke                   | Avstrija             | francoščina (manjši del v angleščini)                                     |
| 2013 (86.) | The Great Beauty                           | La grande bellezza                                    | Neskončna lepota                   | Paolo Sorrentino                 | Italija              | italijanščina                                                             |
| 2014 (87.) | Ida                                        | Ida                                                   | Ida                                | Paweł Pawlikowski                | Poljska              | poljščina                                                                 |
| 2015 (88.) | Son of Saul                                | Saul fia                                              | Savlov sin                         | László Nemes                     | Madžarska            | madžarščina (manjši deli v jidišu, nemščini in poljščini)                 |
| 2016 (89.) | The Salesman                               | Forushandeh فروشنده                                   | Trgovski potnik                    | Asghar Farhadi                   | Iran                 | perzijščina                                                               |
| 2017 (90.) | A Fantastic Woman                          | Una mujer fantástica                                  | Fantastična ženska                 | Sebastián Lelio                  | Čile                 | španščina                                                                 |
| 2018 (91.) | Roma                                       | Roma                                                  | Roma                               | Alfonso Cuarón                   | Mehika               | španščina in mixtex                                                       |
| 2019 (92.) | Parasite                                   | Gisaengchung 기생충                                   | Parazit                            | Bong Joon-ho                     | Južna Koreja         | korejščina in angleščina                                                  |
| 2020 (93.) | Another Round                              | Druk                                                  | Nažgani                            | Thomas Vinterberg                | Danska               | danščina in švedščina                                                     |
| 2021 (94.) | Doraibu mai kā ドライブ・マイ・カー        | Drive My Car                                          |                                    | Rjusuke Hamaguči                 | Japonska             | japonščina                                                                |
| 2022 (95.) | Im Westen nichts Neues                     | All Quiet on the Western Front                        | Na zahodu nič novega               | Edward Berger                    | Nemčija              | nemščina in francoščina                                                   |
| 2023 (96.) | The Zone of Interest                       | The Zone of Interest                                  | Interesno območje                  | Jonathan Glazer                  | Združeno kraljestvo  | nemščina, poljščina in jidiš                                              |
| 2024 (97.) | I'm Still Here                             | Ainda Estou Aqui                                      | Še sem tu                          | Walter Salles                    | Brazilija            | portugalščina                                                             |